# 船氏
船氏（ふねうじ／ふなうじ）は、「船」を氏の名とする渡来人系の氏族。

## 概要
本拠地は河内国丹比郡野中郷（現在の大阪府藤井寺市野中及び羽曳野市野々上）と推定され、野中寺は氏寺とされている。
『日本書紀』によると、欽明天皇14年（553年）7月、天皇が樟勾宮に行幸した際に、蘇我大臣稲目宿禰は勅を受けて、王辰爾を派遣し、船の賦（みつぎ）を数え、記録させた。この時、王辰爾を船の司とし、船史の氏姓を授けた、現在の船連の祖先である、とあるのが「船氏」の史料における初出である。鈴木靖民や加藤謙吉は、『日本書紀』欽明天皇14年条にある蘇我大臣稲目の下で王辰爾が船の賦を数え録し、その功で船長となり船氏の氏姓を与えられたとする伝承や、敏達天皇1年（572年）に誰も読むことのできなかった高句麗の国書を王辰爾が読解し、天皇と大臣の蘇我馬子に称賛されたという伝承は船氏が西文氏の王仁の伝説をまねて創作したものであり、実際の船氏は、中国南朝系百済人であることを指摘している。
一族に、推古天皇16年（609年）6月の隋使裴世清の来日時に中臣宮地連烏摩呂らとともに掌客（まろうとのつかさ＝接待役）となった船史王平（ふね の ふひと おうへい）、同17年に、難波吉士徳摩呂とともに百済からの漂流僧の集団を訊問するために筑紫太宰府に派遣されたという船史竜（ふね の ふひと たつ）がおり、皇極天皇4年（645年）の乙巳の変の際に船史恵尺は火中の蘇我邸より『国記』を取り出して、中大兄皇子に献上している。日本の法相宗の祖である道昭は恵尺の子にあたる。
一方、船首王後墓碑に見える船王後は、首姓であり、これらの一族とは別に考えるべきだとする説もある。
船史氏は、天武天皇12年（683年）10月に連を賜与されており、奈良時代には多くの下級官人を輩出している。神護景雲4年（770年）3月、称徳天皇が由義宮に行幸した歳に、船氏を含む葛井氏・津氏・文氏・武生氏・蔵氏の男女230人が歌垣に奉仕し、天皇は褒美として商布2000段、綿50屯を与えている。
一族の船連今道は、葛井連道依とともに延暦10年（791年）1月に奏上し、道依は宿禰の姓を、今道ら8人は宮原宿禰の氏姓を授与されている。その一方で、『新撰姓氏録』「右京諸蕃」には、「菅野朝臣同祖、大阿郎王三世孫智仁君之後也」、「摂津国諸蕃」には、「菅野朝臣同祖、大阿良王之後也」とする船連も存在している。

## 考証
『日本書紀』によると王辰爾は船賦を数え録したことを称えられ、船史の氏姓を賜り、王辰爾の甥である胆津が白猪史、さらに王辰爾の弟の王牛が津史の氏姓を賜った。後にそれぞれ連を賜り、さらにその後、船史は宮原宿禰、津史が菅野朝臣、白猪史が葛井連の氏姓を賜った。彼らの祖は古く応神朝の時に日本に来た辰孫王とする伝承もあるが、これは創作であり、実際は王辰爾からはじまった氏族とされる。